# The Kelly Family
The Kelly Family ist eine Musikgruppe, die sich aus Mitgliedern der Großfamilie Kelly zusammensetzt. Ihr Musikstil ist in den Bereichen Folk, Pop und Pop-Rock angesiedelt. Zu ihrem Repertoire gehören insbesondere englisch-, aber auch deutsch-, französisch- und spanischsprachige Titel. Nachdem die Geschwister ab 1974 zunächst als Kelly Kids aufgetreten waren, reisten sie ab 1978 unter dem Namen The Kelly Family durch die USA und Europa und bestritten als Straßenmusiker zahlreiche Konzerte.
Aufmerksamkeit erregte die Familie vor allem durch ihr hippieähnliches Aussehen und ihren alternativen Lebensstil, der durch zahlreiche Reisen und Wohnortwechsel sowie durch atypische Wohnunterkünfte gekennzeichnet war. So lebten sie unter anderem in einem VW T1, einem Doppeldeckerbus, auf einem Hausboot und auf Schloss Gymnich.
Mit Who’ll Come with Me (David’s Song) erreichte die Gruppe 1980 ihren ersten Nr.1-Hit in Belgien und den Niederlanden. Ihren endgültigen Durchbruch erzielte sie mit ihrem 1994 erschienenen Album Over the Hump, das sich allein in Deutschland rund 2,5 Millionen Mal verkaufte und neunmal mit Gold ausgezeichnet wurde.
Bis Anfang 2020 wurde die Kelly Family mit über 60 Gold- und Platin-Awards ausgezeichnet. Darüber hinaus erhielt sie mehrere Preise der deutschen Musik- und Medienindustrie, darunter den Bambi (1995), die Goldene Europa (1995 und 1997), den Echo (1996) und die Goldene Kamera (1998).
Die Gruppe verkaufte rund 20 Millionen Tonträger, zwei Millionen Videos und DVDs und feierte Erfolge in ganz Europa, Brasilien, Südafrika und China. Ab der Jahrtausendwende zerbrach die in den 1990er Jahren präsente Besetzung aus neun Mitgliedern schrittweise; seither musiziert sie in variierender Konstellation. Parallel dazu begannen sich die Mitglieder verstärkt eigenen Projekten zu widmen. 2017 starteten sechs Familienmitglieder nach einer mehrjährigen Pause ein Comeback.

## Werdegang

### Familiengründung
Der Familienvater Daniel Jerome „Dan“ Kelly wurde am 11. Oktober 1930 in Erie im US-Bundesstaat Michigan geboren. Er war ein Nachfahre irischer Einwanderer, die infolge der in Irland herrschenden Hungersnot um 1850 nach New York City und von dort aus in den Westen emigriert waren. Kelly war zunächst Mitglied des Jesuitenordens und hatte vier Jahre Religionswissenschaften in Rom studiert, bevor er ein Mathematik- und Philosophiestudium aufnahm und als Lehrer an einer Highschool in Michigan beschäftigt war. 1957 heiratete er seine erste Frau Janice (1935–2018).
Weil er der auf Konsum ausgerichteten Lebensart der Amerikaner und dem staatlichen Schulsystem kritisch gegenüberstand, entschloss er sich vor Beginn der Schulpflicht seiner vier Kinder Daniel „Danny“ (1958–2017), Caroline (* 1959), Kathy (* 1961) und Paul (* 1964) zur Auswanderung nach Europa.
1966 verlagerte die Familie ihren Wohnsitz nach Gamonal in der spanischen Provinz Toledo. Dort lebte sie als Selbstversorger in einem kärglich eingerichteten Haus ohne Heizung und fließend warmes Wasser. Unterstützt von der US-amerikanischen Tänzerin Barbara-Ann Suokko (1946–1982), die seit ihrem 18. Lebensjahr als Hausangestellte mit der Kinderfürsorge beauftragt war, finanzierte Daniel Kelly den Lebensunterhalt als Antiquitätenhändler.
Aus der Zusammenarbeit entwickelte sich eine Liebesbeziehung. Im März 1967 wurde mit Sohn John in Talavera de la Reina das erste gemeinsame Kind der beiden geboren. Im November 1969 folgte Tochter Patricia. Nach dieser Geburt ließ sich das Ehepaar Daniel und Janice Kelly scheiden. Am 6. November 1970 heirateten Barbara-Ann Suokko und Daniel Kelly in New York. Mit den Söhnen Jimmy (* 1971) und Joey (* 1972) zog die Familie 1973 ins spanische Belascoáin nahe Pamplona. In Pamplona betrieb Daniel Kelly ein Jahr lang die Künstlerkneipe La Viana. Die Kinder besuchten keine konventionelle Schule und wuchsen ohne Fernsehen, Radio und Telefon auf. Ihre Mutter erteilte ihnen Ballett-, ein Nachbar Musikunterricht. Sie lernten zunächst Akkordeon, Banjo und Klavier zu spielen. Kathy Kelly wurde zudem an der Violine, Paul Kelly am Saxophon ausgebildet.

### 1974–1978: Straßenmusik alsKelly Kids
Inspiriert durch die folkloristischen Traditionen des Landes begannen die Kinder 1974, auf den Dorfstraßen zu musizieren. Auf der Plaza Mayor in Madrid bestritten sie ihr erstes Straßenkonzert vor einer größeren Menschenmenge. Unter dem Namen The Kelly Kids folgten Auftritte auf Geburtstagen, Hochzeiten und lokalen Festen im Baskenland, bevor 1975 das spanische Fernsehen auf sie aufmerksam wurde und die Familie in einer Kindersendung gastierte. Im April desselben Jahres wurde Tochter Barby geboren. Nachdem der VW T1 der Gruppe während eines Aufenthalts in Rom 1976 bis auf die Pässe und Instrumente ausgeraubt worden war, reisten die Eltern mit ihren Kindern ab diesem Tag in jenem Kleinbus ohne festen Wohnsitz durch Italien und spielten auf den dortigen Straßen, um Geld zu verdienen. Wenig später nahm der Vater die Einladung des am Konservatorium Wien tätigen Violinisten Thomas Christian an, der damals 13-jährigen Kathy Kelly kostenlos Geigenunterricht zu erteilen. In Wien schloss Daniel Kelly Freundschaft mit Bernhard Paul, Mitbegründer und Direktor des Circus Roncalli. Die Familie trat in den Abendvorstellungen daraufhin eine Saison lang ohne Gage auf und musizierte so erstmals auf einer großen Bühne.
1977 reiste die Familie durch Irland, wo sie unter anderem die MC Kelly Family Tours Europe produzierte und im Rahmen ihrer Straßenkonzerte verkaufte. Nach der Geburt des Sohnes Michael Patrick „Paddy“ im Dezember 1977 in Dublin trat die Familie mit dem Weihnachtslied Jingle Bells in einer quotenstarken irischen Fernsehsendung auf. 1978 erwarb Daniel Kelly einen seit 1956 im Londoner Linienverkehr eingesetzten englischen Doppeldeckerbus. Optisches Merkmal war das selbst entworfene und noch gegenwärtig bestehende Bandlogo, mit dem der Bus auf beiden Seiten beschriftet wurde. Ebenso wie der zuvor genutzte VW T1 diente dieser Bus der Familie als Unterkunft. Zunächst ein halbes Jahr in der ehemaligen Stollwerck-Schokoladenfabrik in Köln untergebracht, zog die Familie im Anschluss nach Süddeutschland. In Stuttgart besuchten John und Patricia Kelly die John-Cranko-Ballettschule.

### 1979–1981: Erster Plattenvertrag und Nummer-1-Hit
Während eines Straßenkonzerts von Andreas Thiesmeyer entdeckt, erhielt die Band 1979 ihren ersten Plattenvertrag bei Polydor und ließ sich auf einem Campingplatz in Hamburg nieder. In der NDR-Unterhaltungsshow Aktuelle Schaubude traten die noch minderjährigen Geschwister mit der irischen Ballade Danny Boy auf und wurden so einem größeren Publikum bekannt. Innerhalb eines Jahres gastierte die Familie in rund 40 weiteren Fernsehsendungen.
So präsentierte sie unter anderem Vico Torriani im Mai 1979 in seiner Folklore-Show Musik kennt keine Grenzen mit der deutschen Volksweise Muss i denn, muss i denn zum Städtele hinaus. Es folgten die Veröffentlichungen der Langspielplatten The Kelly Family, Lieder der Welt und Ein Vogel kann im Käfig nicht fliegen, auf denen die Familie weitere traditionelle, internationale Volks-, Kinder- und Weihnachtslieder interpretierte. Die Familie zeigte sich bei ihren Auftritten in ländlicher, altertümlich anmutender Kleidung. Im Dezember 1979 wurde Tochter Maite in West-Berlin geboren.
Mit Who’ll Come with Me (David’s Song) verbuchte die Kelly Family 1980 ihren ersten Nummer-eins-Hit in den Niederlanden und Belgien. In Deutschland erreichte der von Vladimir Cosma komponierte Titel für den 1978 ausgestrahlten Fernseh-Vierteiler Die Abenteuer des David Balfour den 15. Platz und hielt sich zwanzig Wochen in den deutschen Charts. Der Text stammte von Dan Kelly. Im selben Jahr traten sie mit Alle Kinder brauchen Freunde in der ZDF-Sendung Der Große Preis auf. Die Marketingidee der Plattenfirma, aus dem damals 12-jährigen Leadsänger John einen Solostar zu machen, lehnte Daniel Kelly ab. Weil er sich in seiner künstlerischen Freiheit zu eingeschränkt fühlte, verzichtete er zudem auf eine Vertragsverlängerung. Stattdessen produzierte er in den Niederlanden zwei Platten in Eigenregie, Christmas All Year und Wonderful World. Infolge ausbleibender Engagements lebte die Familie fortan am Rande des Existenzminimums und überwinterte mehrere Monate auf einem Hof im Schwarzwald. Die dort entstandenen Filmaufnahmen erschienen unter dem Titel A Long Time Ago with Mom als Dokumentation auf VHS-Kassette.

### 1981–1994: Straßenmusik in den USA und Europa

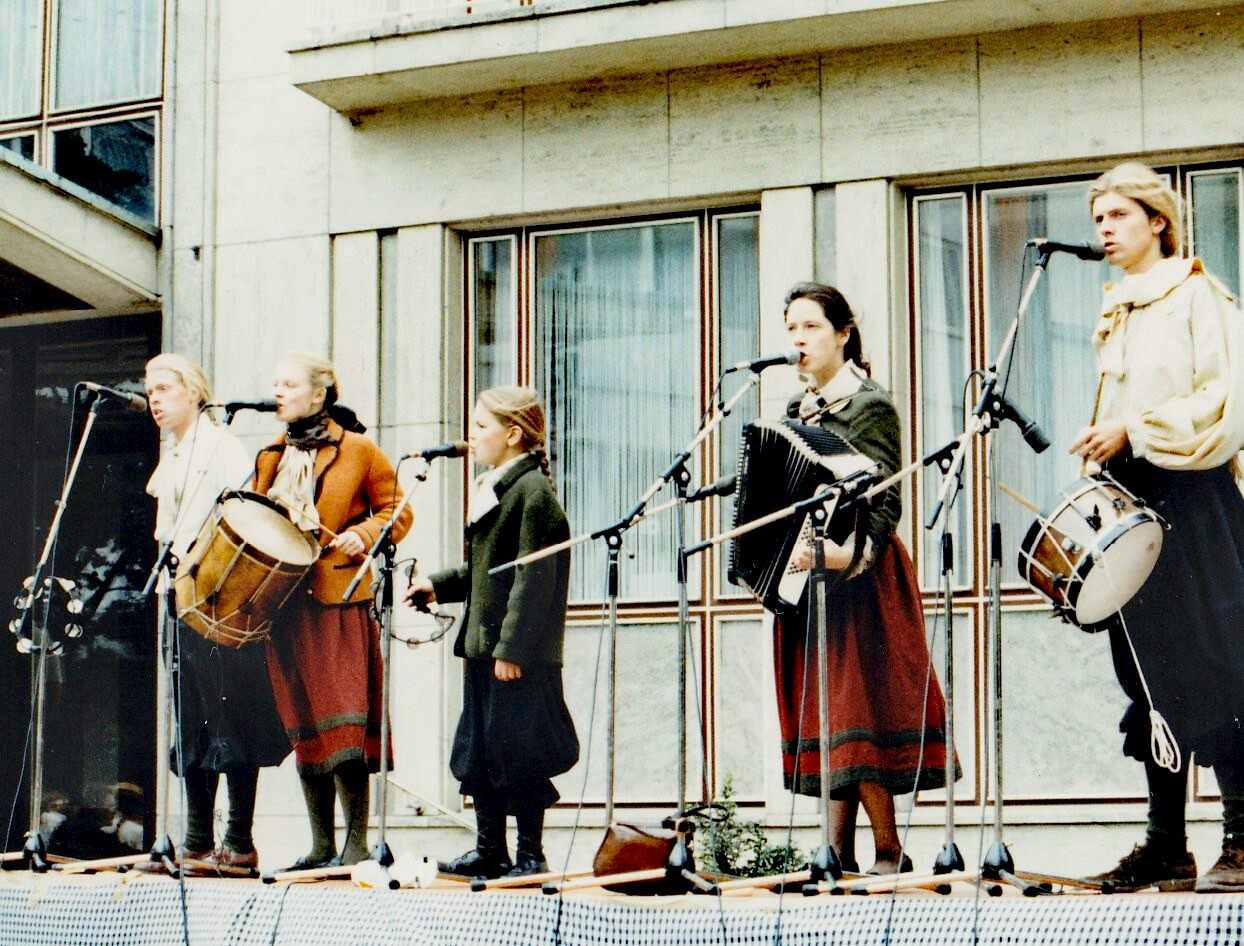
Jimmy, Patricia, Paddy, Kathy und John Kelly als Straßenmusikanten, 1989

Nachdem bei der Mutter Brustkrebs in fortgeschrittenem Stadium diagnostiziert worden war, kehrte die Familie 1981 zurück ins spanische Belascoáin. Zum Zeitpunkt der Diagnose schwanger, lehnte Barbara-Ann Kelly eine Chemotherapie ab. Elf Monate nach der Geburt ihres Sohnes Angelo verstarb sie im November 1982 im Alter von 36 Jahren an den Folgen ihrer Erkrankung. Zwei Wochen vor ihrem Tod entstanden die Aufnahmen zu Christmas All Year, einem Video zu ihrem gleichnamigen Weihnachtsalbum. Nach dem Tod von Barbara-Ann Kelly verließ Caroline Kelly die Band und nahm in den USA eine Tätigkeit als Krankenschwester auf. Mit den verbliebenen Kindern zog Daniel Kelly 1983 nach Paris und lebte dort drei Jahre lang in einem desolaten Hotel, das sich in einem sozialen Brennpunkt der Hauptstadt befand. Im Sommer musizierten die Kinder in der Avenue des Champs-Élysées, vor der Kathedrale Notre-Dame und am Centre Georges-Pompidou, wo sie regelmäßig von der Polizei des Platzes verwiesen wurden, während der kalten regnerischen Wintermonate in der Métro. Erstmals verwendeten sie für ihre Auftritte Mikrofone und Generatoren.
Aus Kostengründen mussten die Familienmitglieder zu elft in drei kleinen Hotelzimmern übernachten. Wegen der Trauer um seine verstorbene Ehefrau wurde Vater Daniel „Dan“ Kelly zum Alkoholiker. Durch die Teilnahme an einem dreimonatigen Treffen der Anonymen Alkoholiker konnte der Patriarch jedoch seine Sucht überwinden. Entdeckt von dem Produzenten Eddie Barclay, veröffentlichte die Familie in Frankreich die Single und das gleichnamige Album Une Famille C’est Une Chanson bei Barclay Records und trat in nationalen Fernsehsendungen auf. Weil die französischen Behörden in Anbetracht der Unterrichtspflicht der Kinder Druck auf Daniel Kelly ausübten und er den Entzug seines Sorgerechts befürchtete, flüchtete er 1986 in die USA. Dort tourte die Familie durch 20 Bundesstaaten. Paul Kelly blieb in Frankreich und ließ sich dort zum Koch ausbilden.

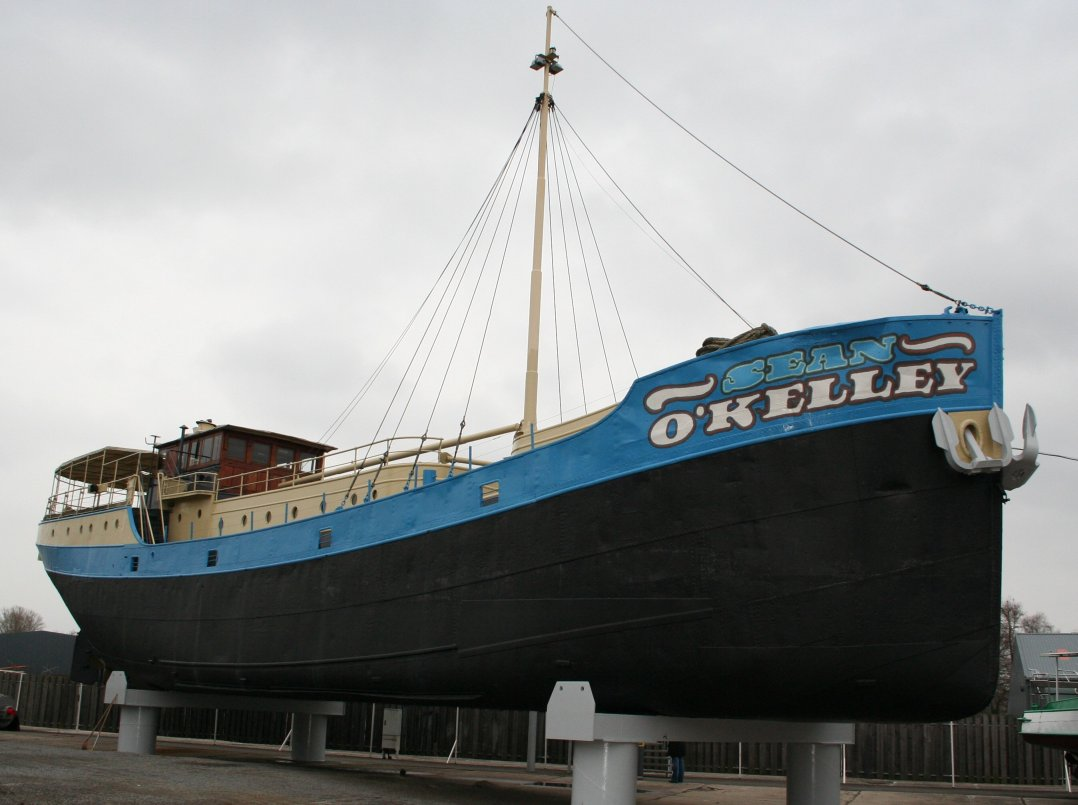
Das Hausboot der Kelly Family

Über Frankreich zurück nach Deutschland, gründete Daniel Kelly 1988 das Independent-Label KEL-Life GmbH, auf dem alle nachfolgenden Alben veröffentlicht wurden. Die Familie behielt auf diese Weise sämtliche Rechte an ihren Titeln. Nachdem sie zunächst in einem eigenen Zelt gespielt hatte, veranstaltete die Kelly Family 1988 erstmals Konzerte in der ausverkauften Philipshalle in Düsseldorf sowie in der Grugahalle in Essen, in deren Rahmen das Album und das Video Live produziert wurden. 1989 erwarb Daniel Kelly in den Niederlanden ein 1923 gebautes und 34 Meter langes Boot, das er renovierte und in den Mülheimer Hafen in Köln überführte. Die Familie benannte es nach ihrem Urgroßvater Sean O’Kelley.
Auf diesem Boot, das mit 14 Kajüten, einem Ballettsaal und einem Tonstudio zugleich als neue Unterkunft diente, entstanden das Album Keep on Singing sowie der Videoclip zur gleichnamigen Single. 1989 gastierte die Familie erstmals im ostdeutschen Fernsehen in der Samstagabendshow Ein Kessel Buntes. Zehn Tage vor dem Fall der Berliner Mauer widmete ihnen das DDR-Fernsehen eine Sondersendung, die in Cottbus aufgezeichnet wurde und 1996 unter dem Titel Live in East Germany auf VHS-Kassette erschien. Die Sendung beinhaltete ein 17 Titel umfassendes Konzert; als Gastmusiker traten mehrere ihrer Musiklehrer auf, darunter der indonesische Percussionist Nippy Noya und der spanische Flamenco-Gitarrist Carlos Itoiz. Nach der Produktion des Albums New World erlitt Vater Daniel Kelly 1990 einen Schlaganfall, der ihn rechtsseitig lähmte und daran hinderte, an den folgenden Tourneen teilzunehmen. Das Gruppenfoto für das Cover des Albums Honest Workers von 1991, auf dem die Familienmitglieder zusammen mit Vater Daniel Kelly im Kreis auf dem Boden liegen, entstand unter Deck im Hausboot der Kelly Family, nachdem sich der gesundheitliche Zustand von Vater Daniel verbessert hatte.
Von 1983 bis 1994 bestritt die Kelly Family zu jeder Jahreszeit zahlreiche unentgeltliche Straßenkonzerte in den USA und vor allem in Europa, zuletzt etwa drei Veranstaltungen pro Tag. Ihre Auftritte auf öffentlichen Plätzen und in Fußgängerzonen, den Auf- und Abbau ihrer seit 1991 mitgeführten Bühne sowie den Verkauf ihrer selbstproduzierten Alben organisierten sie in der Regel allein. Ab 1991 wurden sie von vier Roadies begleitet. Das Publikum war entsprechend dem Bild von Straßenpassanten breit gefächert und umfasste alle Generationen und sozialen Schichten. Die Anzahl an Konzertbesuchern nahm stetig zu, der Bekanntheitsgrad wuchs. 1991 erschien das Album Honest Workers, 1992 das Album Street Life. Das gleichnamige Video, das ein im Winter 1992 aufgenommenes Konzert der Familie am Berliner Alexanderplatz zeigt, wurde im darauffolgenden Jahr veröffentlicht.

### 1994–1999: Kommerzieller Durchbruch und Zenit des Erfolgs
Von ihrem 1993 produzierten Album Wow verkaufte die Kelly Family nach eigenen Angaben rund 250 000 Tonträger auf der Straße. Erstmals wurde im September desselben Jahres in der Jugendzeitschrift BRAVO in einem Artikel über die Musiker berichtet, im November 1993 ein Feature bei Bravo TV ausgestrahlt. Mit ihrer Single Key to My Heart traten die neun Geschwister im Februar 1994 im Rahmen der ersten Bravo Super Show in der Berliner Deutschlandhalle auf. Es folgten weitere Straßenkonzerte im Ruhrgebiet, bevor die Familie im Mai 1994 erstmals in der Dortmunder Westfalenhalle spielte. Die Geschwister hatten die Halle auf eigenes Risiko gebucht, das Konzert war dennoch mit 17 000 Besuchern ausverkauft. Der Mitschnitt der Veranstaltung sowie ein Backstage-Special erschienen im Anschluss unter dem Titel Tough Road 1–3 auf drei VHS-Kassetten.
Mit dem Ziel, ihr aktuelles Album Over the Hump nicht nur auf der Straße, sondern im regulären Handel anzubieten, unterzeichnete die Familie einen Vertriebsvertrag mit edel company. Das auf diese Weise publizierte Album bedeutete für die Musiker im September 1994 den endgültigen kommerziellen Durchbruch. Over the Hump erreichte die Spitzenposition der Charts in Deutschland, Österreich und der Schweiz. Mit rund 2,5 Millionen Exemplaren ist es das meistverkaufte Album der Kelly Family in Deutschland und wurde viermal mit Platin ausgezeichnet. Es hielt sich 110 Wochen in der deutschen Hitliste, davon 51 Wochen in den Top 10. Die ab Oktober 1994 vertriebene Single An Angel, die Paddy Kelly im Alter von 15 Jahren für seine Mutter komponiert hatte, erreichte in Deutschland und in der Schweiz Platz zwei sowie Platz eins in Österreich. Der Clip zu diesem Titel war der erste der Band, der auf dem Musiksender VIVA ausgestrahlt wurde. Insbesondere durch die anhaltende Berichterstattung in der Jugendpresse entwickelte sich aus der Begeisterung der Straßenpassanten eine weitgreifende Euphorie unter vorwiegend jungen Mädchen. Der damals 16-jährige Paddy und sein 12-jähriger Bruder Angelo, die zugleich Leadsänger der Hitsingle waren, stiegen zu Teenie-Idolen auf und rückten in den Blickpunkt des öffentlichen Interesses. Angelo Kelly befand sich zu dieser Zeit noch vor dem Stimmwechsel.
Optisch charakteristisch waren vor allem die hüftlangen Haare sowie der ungewöhnliche Kleidungsstil der Mitglieder. Die Geschwister traten zunächst in ländlichen, später in hippieähnlichen Gewändern und Kostümen auf, die sie auf Flohmärkten, in Antiquitätengeschäften, Secondhandläden oder im Theaterfundus erworben hatten. Nachdem die Hysterie der Fans bedenkliche Ausmaße angenommen hatte, war es der Band aus Sicherheitsgründen nicht mehr möglich, ihre Straßen- und späteren Zeltkonzerte fortzuführen. So verlagerte sie ihre Auftritte gegen Ende des Jahres 1994 ausschließlich in Hallen und Stadien mit entsprechender Kapazität und Ausstattung. Im Dezember 1994 veröffentlichte die Band das Weihnachtsalbum Christmas for All, auf dem Angelo Kelly nach seinen Brüdern John (1980) und Paddy (1990) den ersten Nummer-1-Hit Who’ll Come with Me (David’s Song) interpretierte. Es erreichte Platz zwei in den deutschen Charts.
1995 gelang es der Gruppe, in der Dortmunder Westfalenhalle an neun Abenden vor ausverkauftem Haus zu spielen. Im Rahmen des Europäischen Jugendtreffens 1995 sangen die Geschwister in Loreto für Papst Johannes Paul II. Im August 1995 übertrug Premiere eines ihrer Konzerte von der Freilichtbühne Loreley live im Fernsehen, der Mitschnitt wurde im Anschluss auf VHS-Kassette veröffentlicht.
Ihren größten Auftritt absolvierte die Familie im Rahmen des Donauinselfestes am 24. Juni 1995 in Wien vor über 250.000 Menschen. Zum Schutz ihrer Privatsphäre ließ die Gruppe im selben Jahr eine Mauer um ihr Hausboot im Kölner Hafen ziehen, da Scharen von Fans auf dem Gelände übernachteten und in das Boot einzudringen versuchten. Die daraufhin mit zahlreichen Liebesbekundungen beschriftete Mauer stellte in der Folgezeit eine Pilgerstätte für Fans dar. Die anhaltende Euphorie einerseits sowie Brief- und Bombendrohungen durch Gegner andererseits erforderten über Jahre hinweg Personenschutz durch Sicherheitskräfte. Unter dem Titel Weihnachten für alle strahlte Sat.1 im Dezember zur Hauptsendezeit ein eineinhalbstündiges Fernsehspecial aus, in dem die Geschwister unter anderem traditionelle Weihnachtslieder interpretierten und von Gastmusikern wie Die Schürzenjäger, Johnny Logan und Gwen begleitet wurden.
Im März 1996 erregte der damalige Regierungspräsident des Regierungsbezirks Köln Franz-Josef Antwerpes Aufsehen, als er den zu diesem Zeitpunkt 14-jährigen Angelo zum Besuch einer öffentlichen Schule zwingen wollte. Seine Behörde hatte im Februar jedoch bereits schriftlich mitgeteilt, sich mit der „vorzeitigen Beendigung der Schulpflicht einverstanden“ zu erklären.
Eine Tournee führte die Kelly Family im Sommer unter anderem durch zahlreiche deutsche Stadien mit einer Zuschauerkapazität von etwa 40.000 Menschen pro Abend. Ein Zusammenschnitt erschien im Anschluss unter dem Titel European Stadium-Tour auf VHS-Kassette. Die Gruppe schloss einen neuen Vertriebsvertrag mit EMI. Die von Angelo Kelly komponierte Single I Can’t Help Myself entwickelte sich ab August 1996 mit Nummer-1-Platzierungen in acht Ländern, darunter Norwegen, die Schweiz und die Niederlande, zum bislang erfolgreichsten Titel der Kelly Family. Es war zugleich der erste Titel, den Angelo Kelly nach seinem Stimmwechsel als Leadsänger interpretierte. Im Herbst 1996 bezog die Familie eine Villa in der südirischen Hafenstadt Cobh. In dem herrschaftlichen Haus brach ein Brand aus, als Angelo Kelly in seinem Jugendzimmer eine Kerze brennen ließ, woraufhin das gesamte Zimmer ausbrannte und die Feuerwehr zum Löschen ausrücken musste. Im Oktober 1996 veröffentlichte die Kelly Family das Album Almost Heaven, das sich sechs Wochen an der Spitze der deutschen Charts halten konnte. Zudem erschien anlässlich des Kinostarts von Der Glöckner von Notre Dame die Single Gott deine Kinder, eine deutsche Fassung des Originallieds God Help the Outcasts. Der Videoclip wurde im Abspann des Kinofilms gezeigt. Unter dem Titel Crossroads präsentierte die Kelly Family in einer erneuten Sondersendung auf Sat.1 die Lieder ihres Albums sowie traditionelle Musik und Tänze aus Irland. Als Gäste wirkten Joe Cocker und The Chieftains mit.
Nach weiteren Tourneen durch ausverkaufte Hallen und Stadien in Europa erschien im November 1997 das Album Growin’ Up, das ebenso wie seine beiden Vorgänger die höchste Chartposition erreichte. Rund 200 Menschen arbeiteten in dieser Zeit für die KEL-Life GmbH. Jimmy Kelly verließ die Band im gleichen Jahr und trat in den folgenden zwei Jahren nur sporadisch mit seinen Geschwistern auf. Im Dezember 1997 zeigte er sich bei einem Fernsehauftritt erstmals mit kurzen Haaren. Seinen Platz nahm vorübergehend Adam Kelly, ein Cousin der Familie, ein.

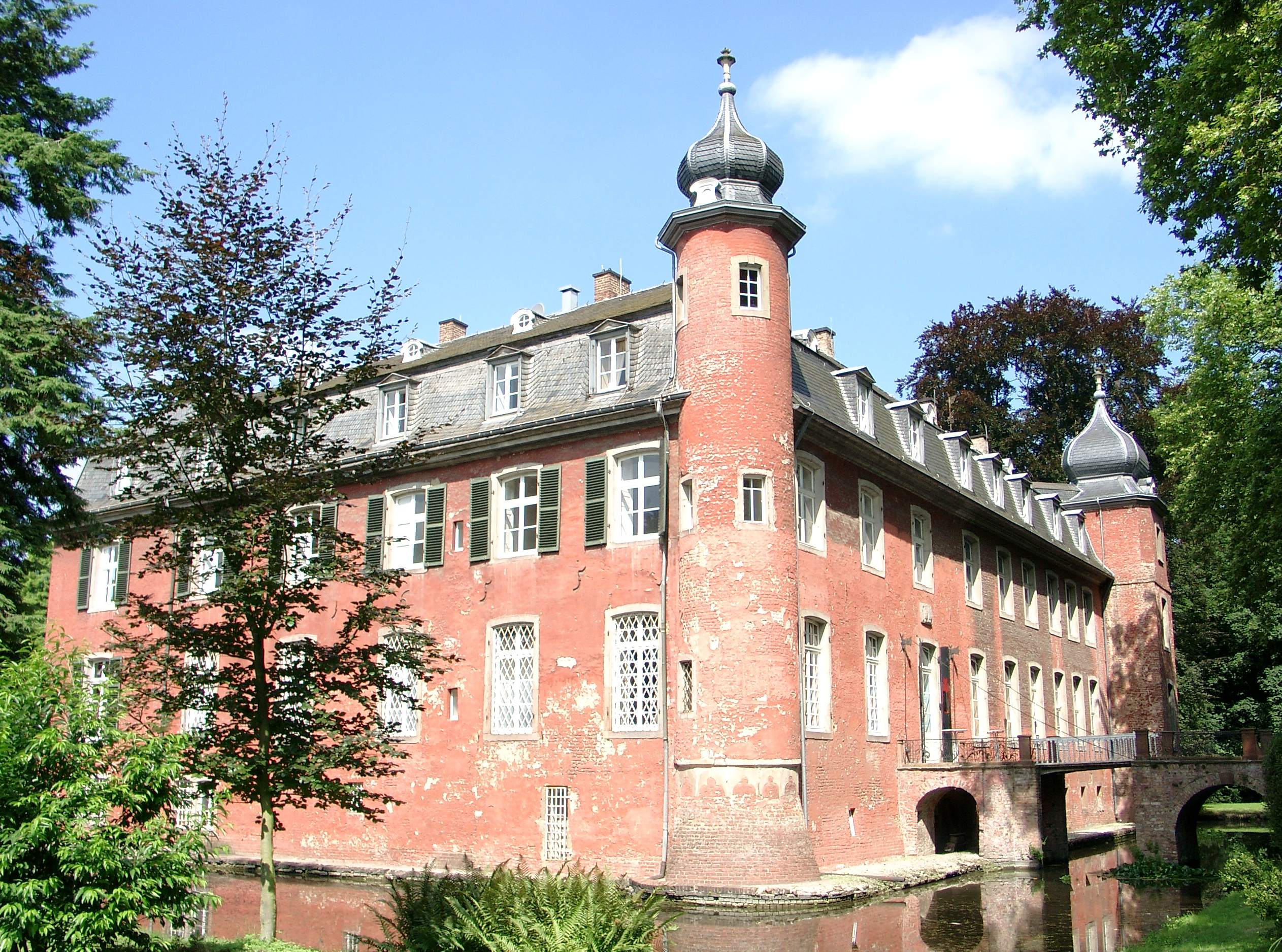
Schloss Gymnich

1998 erwarb die Familie das ehemalige Gästehaus der Bundesregierung Schloss Gymnich und nutzte es als Hauptwohnsitz. Horden junger Mädchen übernachteten fortan auf dem umliegenden Gelände. Im November 1998 erschien das Studioalbum From Their Hearts, das Platz drei der deutschen Charts erreichte.
Anlässlich des Kosovokriegs veröffentlichte die Gruppe im Juni 1999 die Charity-Single The Children of Kosovo, die in die Top Ten gelangte. Im Rahmen des Festivals Michael Jackson & Friends traten sie im selben Monat als Gäste im Münchner Olympiapark auf. Im Juli 1999 standen sie bei dem UNICEF-Benefizkonzert We Are the World in Bremen auf der Bühne. In der deutschen Fassung der US-amerikanischen 50-teiligen Fantasyserie Mystic Knights, die ab August 1999 bei Super RTL ausgestrahlt wurde, sang die Kelly Family das gleichnamige Titellied.

### 2000er Jahre: Umbruch
Mit Patricia, Jimmy, Joey, Paddy, Maite und Angelo standen ab dem Jahr 2000 nur noch sechs der in den 1990er Jahren neun Bandmitglieder gemeinsam auf der Bühne. Daniel Kelly, der 1999 einen zweiten Schlaganfall erlitten hatte, versuchte nach dem Auszug mehrerer Kinder bereits im selben Jahr, das Schloss wieder zu verkaufen. Im April 2002 veröffentlichten sie mit La Patata das erste Studioalbum seit 1998. Es stieg auf Platz drei der deutschen Charts ein. Mit der von Maite Kelly komponierten Single I Wanna Be Loved traten sie beim Vorentscheid für den Eurovision Song Contest 2002 an und belegten den vierten Platz.
Im August 2002 starb Vater Daniel Kelly im Alter von 71 Jahren an den Folgen einer Hirnblutung. Nach seinem Tod am 5. August 2002 erbten die acht Geschwister und vier Halbgeschwister das Schloss gemeinschaftlich. Die vielen Miteigentümer konnten sich lange nicht auf eine Nachnutzung oder einen Verkauf einigen, wobei ein unter Betreuung stehender Miteigentümer in den USA den Einigungsprozess nicht vereinfachte. Zwischenzeitlich wurde das Schloss verpachtet, wobei Joey Kelly mitbeteiligter Gesellschafter war.
Von 2005 bis 2009 wurde es als Restaurant und Hotel der gehobenen Klasse sowie als Veranstaltungsort genutzt. Wegen der Uneinigkeit der vielen Miteigentümer forcierte Joey Kelly eine Zwangsversteigerung Anfang 2012., bei der Joey Kelly allerdings der einzige Bieter in Höhe von 1,7 Millionen Euro war. Da es das festgelegte Mindestgebot unterschritt, kam es vorerst nicht zum Verkauf. Im Juli 2012 ersteigerte der Unternehmer Gerd Overlack das Objekt.
Die Mauer im Hafen von Köln-Mülheim wurde 2002 anlässlich des Irakkriegs mit religiösen Motiven und Friedenssymbolen bemalt. Sie diente 2019 als Kulisse für den Videoclip zu der Single Fire.
2004 wurde das Hausboot, später auch der Doppeldeckerbus der Kelly Family in das Technik-Museum Speyer gebracht, wo sie bis heute ausgestellt sind (Stand Mai 2023).
Mit dem Ziel, Musik und Manegenkunst miteinander zu verbinden, trat die Kelly Family zu Beginn des Jahres 2004 gemeinsam mit dem Circus Roncalli an rund 20 Abenden in Oberhausen und Berlin auf. Der Titel des Programms lautete Phantasie verboten. Von Mai bis September 2004 war die Gruppe im Phantasialand in Brühl engagiert. Dort gaben sie im Theater Silverado an jedem Sonntag zwei jeweils einstündige Konzerte.
Im Juni 2004 veröffentlichten die sechs Geschwister das Doppel-Album Homerun, das in die Top Ten der deutschen Charts gelangte. Vor allem die Akustik-CD Home wurde positiv rezipiert, die Lieder als „weit weg vom Straßensänger-Image“ und als „durchdacht und erwachsen“ bewertet. Unter dem Titel Who’ll Come With Me tourte die Familie von Oktober 2005 bis Februar 2006 erneut mit dem Circus Roncalli durch Deutschland und Österreich. Im November 2005 erschien die Charity-CD Hope mit zehn Titeln, deren Gesamterlös den St. John Children in Vilnius zugutekam. In Begleitung ihres Bruders Paul, der nach etwa 20-jähriger Bühnenabstinenz ins Musikgeschäft zurückgekehrt war, bestritten Patricia, Jimmy, Joey, Maite, Angelo und zuletzt auch Kathy Kelly ab Mitte Oktober 2006 innerhalb ihrer Tournee Good News rund 100 ausverkaufte Kirchenkonzerte. Im darauffolgenden Jahr setzten sie die Tournee unter dem Titel More Good News fort. Von Dezember 2007 bis Januar 2008 gab die Kelly Family knapp 40 weitere Vorstellungen mit dem Circus Roncalli in Oldenburg und Münster.
Mit fortschreitendem Alter und der Distanz zu der entstandenen Hysterie Mitte der 1990er Jahre entwickelten die Geschwister nach dem Tod des Vaters zunehmend ihre individuellen Stile, betätigten sich als Solokünstler und gründeten eigene Familien. Nach Jimmy ließ sich 2002 auch Paddy Kelly sein langes Haar abschneiden. Darüber hinaus traten die Geschwister vorwiegend in Alltagskleidung auf. Rückblickend äußerten sie sich in verschiedenen Interviews zu Beginn der 2010er Jahre kritisch zu den Dimensionen ihrer Popularität. Der mit dem Ruhm verbundene Druck, der Verlust des Privatlebens und die Einschränkung der Freiheit hatten in der Familie unter anderem zu gesundheitlichen Beeinträchtigungen, zwischenmenschlichen Differenzen, Angststörungen und Depressionen geführt. Jimmy Kelly bestätigte, während dieser Zeit Alkohol und andere Drogen konsumiert sowie Suizidversuche unternommen zu haben. Auch Paddy Kelly, der von 2004 bis 2010 zurückgezogen in einem französischen Kloster lebte, berichtete, einem Selbstmord nahe gewesen zu sein. Patricia Kelly erkrankte bereits Mitte der 1990er Jahre an einer Rückenmarksentzündung, die zu vorübergehenden Lähmungserscheinungen führte. Barby Kelly zog sich vollkommen aus der Öffentlichkeit zurück. Joey Kelly betonte, man habe diesen Hype nur als Familie überlebt. Ein solches Ausmaß an Erfolg sei ungesund.

### 2010–2016
Nach mehrjähriger Bühnenabstinenz initiierte Paddy Kelly im Jahr 2011 die Weihnachtskonzert-Tournee Stille Nacht – eine musikalische Weihnachtsgeschichte, die ihn gemeinsam mit seinen Geschwistern Patricia, Paul, Kathy und Joey durch Deutschland führte. Unterstützt wurden sie von einem Erzähler und einem Ensemble aus Schauspielern und Tänzern. Ein Teil des Ticket-Erlöses ging an das Bonifatiuswerk. Im Anschluss wurden eine Live-CD und DVD veröffentlicht.
Im Dezember des Folgejahres setzten die fünf Geschwister die Tournee mit zwölf Konzerten und ähnlichem Konzept fort. Begleitet wurden sie unter anderem von der russischen Sandmalerin Natalya Netselya; zudem traten die Kinder von Patricia und Joey Kelly mit kleineren Soli auf.

### Seit 2017
Im November 2016 kündigte Angelo in der NDR Talk Show an, dass die Kelly Family am 19. Mai 2017 ein Konzert in der Dortmunder Westfalenhalle geben werde. Der Kartenvorverkauf begann bereits einen Tag später, dennoch waren die Tickets nach nur 18 Minuten ausverkauft. Aus diesem Grund wurden zwei Zusatzkonzerte angesetzt, die ebenfalls innerhalb von Stunden ausverkauft waren. Am Comeback nahmen Patricia, Kathy, Angelo, Jimmy, Joey, John und als Gast Paul Kelly teil. Maite und Paddy waren nicht dabei, weil sie sich weiter auf ihre Solokarriere konzentrieren wollten.
Im März 2017 wurde ein neues Studioalbum mit dem Titel We Got Love veröffentlicht. Zuvor war die Single Nanana, eine Neuauflage von 1997, erschienen. Das Album stieg auf Platz eins der deutschen Albumcharts ein. Außerdem gab es Platz eins in Österreich, Platz drei in der Schweiz und Platz zehn in Polen.
Ihren ersten Auftritt im Rahmen des Comebacks hatte die Gruppe ebenfalls im März 2017 beim Schlager-Countdown in der Weser-Ems-Halle in Oldenburg. Bei dem Konzert am 19. Mai 2017 in Dortmund wurde die Kelly Family mit einer goldenen Schallplatte für We Got Love ausgezeichnet. Am 20. Oktober 2017 wurde We Got Love: Live als Livealbum mit zwei CDs, als Videoalbum mit zwei DVDs, als Blu-ray und als Boxset, das je zwei CDs und DVDs beinhaltet, veröffentlicht. Es enthält Mitschnitte der drei Konzerte aus Dortmund, die zweite DVD umfasst ein Making-of vom Comeback sowie die zwei Musikvideos zu Nanana und Brothers and Sisters. Im Oktober 2017 wurde die Gruppe mit Platin für We Got Love ausgezeichnet.
2018 ging die Kelly Family auf große Europa-Tour, die mit zwei Konzerten auf der Freilichtbühne Loreley endete. Im Sommer 2019 folgte die Open-Air-Tour We Give Love mit 8 Konzerten u. a. auf dem Erfurter Domplatz und auf der Berliner Waldbühne.
Im Oktober 2019 veröffentlichte die Familie das Album 25 Years Later, das neben neu eingespielten Originaltracks des Over the Hump-Albums auch bis dato unveröffentlichte Stücke und neue Songs enthielt. Es erreichte Platz 2 der deutschen Albumcharts. Im Zuge der Veröffentlichung ging die Gruppe erneut auf große Arena-Tour. Im Dezember 2019 gab Angelo Kelly in einem Interview bekannt, dass man nach der 25 Years Over the Hump-Tour, die im Februar 2020 in München endete, eine Pause einlegen werde.
Im Mai 2020 erklärte Angelo Kelly, die Band aufgrund des zu hohen Arbeitspensums verlassen zu haben, während der restliche Teil der Gruppe weiter zusammenarbeiten werde.
Im April 2021 starb Barby Kelly nach kurzer Krankheit an einer Lungenembolie. Dies gab die Familie wenige Tage später in einem offiziellen Statement bekannt. Im November 2021 erschien die EP One More Happy Christmas.
Im Herbst 2022 strahlte RTL II die fünfteilige Dokumentation The Kelly Family – Die Reise geht weiter aus, in der die Geschwister sich mit ihrem alten Doppeldeckerbus und ihrem Hausboot auf eine Zeitreise begaben und Stationen ihres Lebens aufsuchten. Schwester Caroline begleitete sie dabei. Dies war ihr erster öffentlicher Auftritt gemeinsam mit ihren Geschwistern seit Anfang der 1980er Jahre.
Am 4. November 2022 wurde das Album Christmas Party veröffentlicht, welches das erste Weihnachtsalbum seit 1994 darstellt. Das Album enthält 16 Titel, darunter die Titel der 2021 veröffentlichten EP. Im Gegensatz zu vorherigen Weihnachtsalben enthält dieses, bis auf zwei Ausnahmen, nur selbstkomponierte Titel. Das Album erreichte Platz zwei in Deutschland, Platz vier in Österreich und Platz fünf in der Schweiz. Parallel dazu ging die Familie Ende 2022 auf Weihnachtstour, die 27 Städte in Deutschland, Österreich und der Schweiz umfasste.

## Musik
Die Kelly Family interpretierte von 1974 bis 1992 vor allem deutsche und internationale Volkslieder wie Heidenröslein, Greensleeves und La Montanara, Kirchenlieder wie Amazing Grace und Ave Maria, Kinderlieder wie Old McDonald Had a Farm und Popliedern bekannter Künstler, darunter Mull of Kintyre der Gruppe Wings und What a Wonderful World von Louis Armstrong. Außerdem interpretierten sie das Lied des philippinischen Musikers Freddie Aquilar „Anak“ (= Kind) mit einem eigenen Text („Alle Kinder brauchen Freunde“). Charakteristisches Merkmal ihrer Musik war bereits zu Beginn ihrer Karriere der in jedem Lied einsetzende Familienchor. Vater Daniel Kelly trat oftmals als Erzähler in Erscheinung, der die Liedverse nicht sang, sondern sprach. Zu den dominierenden Instrumenten gehörten Gitarre, Percussions, Bombo, Akkordeon, Violine und Saxophon.
Mit zunehmendem Alter begannen die Kinder, eigene Lieder zu schreiben, die zum Teil Eingang auf die jeweiligen Alben fanden. So wurde das von Paddy, Barby und Maite komponierte Papa Cool 1990 auf dem Album New World veröffentlicht. Seit dem 1993 erschienenen Album Wow publizierte die Kelly Family Tonträger, die ausschließlich von den Mitgliedern komponierte Lieder beinhalteten. Kennzeichnend waren familienfreundliche Texte, die insbesondere Liebe, Freundschaft, Sehnsucht oder Abschied thematisierten. In der Regel interpretierte jedes Mitglied als Leadsänger mindestens ein eigenes Lied pro Album. Während ihrer Auftritte sang die Gruppe grundsätzlich live und spielte bis auf gelegentliche Gastmusiker alle Instrumente selbst.

### Kollaborationen
1996 wirkte die Kelly Family auf dem Titel Weihnachtsnaach von BAP und Nina Hagen mit. Darüber hinaus unterstützte sie mehrfach die deutsche Mittelalter-Rock-Band In Extremo. So sang Paddy Kelly im Refrain von Küss Mich aus dem Album Sieben mit. Joey und Angelo Kelly spielten 2010 mit In Extremo für die RTL-Sendung Die ultimative Chartshow ein Cover des Kelly-Titels Why Why Why ein. Angelo übernahm dabei auch das Schlagzeug, da In Extremo zu der Zeit ohne Schlagzeuger war.

## Außenwahrnehmung

### Kritische Berichterstattung
Das extravagante Aussehen der Bandmitglieder, ihr alternativer Lebensstil, ihre Musik und der nach außen heil anmutende Familienzusammenhalt polarisierte die Öffentlichkeit im Zuge ihres kommerziellen Erfolges und führte zu ablehnender Berichterstattung von Kritikern. Die Gruppe selbst betonte mehrfach, eine Familie wie jede andere zu sein, in der Meinungsverschiedenheiten, Eifersucht und Streitigkeiten aufträten. Das von Fans häufig als Romantik verklärte Leben auf der Straße sei insbesondere für die älteren Geschwister hart gewesen. Zahlreiche Komiker und Moderatoren wie Harald Schmidt und Stefan Raab äußerten sich regelmäßig in ihren Sendungen abwertend über die Gruppe und zogen auch deren Fangemeinde ins Lächerliche.

### Kritik an Daniel Kelly
Vater Daniel Dan Kelly, der bis Ende der 1980er Jahre alkoholabhängig war, wurde in der Boulevardpresse bereits früh mit dem Vorwurf konfrontiert, seine Kinder aus finanziellen Interessen zum Musikmachen zu zwingen. Im Zuge des Erfolgs bezeichneten ihn die Medien als diktatorischen Patriarchen, der sich seinen Kindern gegenüber zu autoritär verhalte.
Darüber hinaus wurde er dafür kritisiert, seine Kinder zum Erfolg getrieben, ihnen die staatliche Schulausbildung verweigert und damit die Möglichkeit auf eine Berufsergreifung außerhalb des Musikgeschäfts genommen zu haben. Nach seinem Tod bestätigte Jimmy Kelly unter anderem in einem Interview in der Fernsehsendung Beckmann (2002), sein alleinerziehender Vater sei eine sehr strenge und dominante Persönlichkeit gewesen, doch habe er auch die Figur eines Clowns oder eines Philosophen verkörpert.
Er verurteilte, dass Daniel Kelly in den Medien ausschließlich negativ dargestellt worden sei. Er habe Courage gezeigt, indem er das staatliche Schulsystem abgelehnt, seine eigene Vorstellung der Erziehung und Bildung seiner Kinder umgesetzt und ihnen ein alternatives Leben in Freiheit ermöglicht habe. So habe er seine Kinder für das Leben begeistern, ihnen Menschen, Länder und Kulturen näherbringen wollen. Als studierter Lehrer hatte er seine Kinder selbst unterrichtet, jedoch ohne sie jemals einer staatlichen Abschlussprüfung zugeführt zu haben.
Die Geschwister bestätigten, dass die Individualität jedes Einzelnen durch das streng reglementierte familiäre Zusammenleben und -wirken unterdrückt worden sei. Der Vater habe mit „eiserner Hand“ alles kontrollieren und seine Kinder abschirmen wollen. So lehnte er unter anderem alle Interviewanfragen der Presse ab. Lediglich einer einzigen Redakteurin der Jugendzeitschrift BRAVO war es erlaubt, mit der Familie zu reisen und über sie zu berichten. Ab 1988 war der Designer Thomas Stachelhaus exklusiv als Fotograf für die Familie tätig.

## Familien- und Bandmitglieder
Insgesamt gehören zur Kelly Family die Eltern und elf von dreizehn Geschwistern. Davon sind gegenwärtig (Stand: September 2021) sechs aktiv. Hinzu kommen Gastmusiker, die die Kelly Family musikalisch unterstützen. Obwohl nur eines der Geschwister in Irland geboren wurde, haben alle Mitglieder die irische Staatsangehörigkeit.

### Daniel Jérôme „Dan“ Kelly
Dan Kelly (* 11. Oktober 1930 in Erie, Michigan; † 5. August 2002 in Köln) gründete als Vater 1974 die Band mit bis dato sieben seiner zukünftigen dreizehn Kinder.

### Barbara-Ann Kelly
Barbara-Ann Suokko (* 2. Juni 1946 in Fitchburg, Massachusetts; † 10. November 1982 in Belascoáin, Spanien) war ab November 1970 Dans zweite Frau sowie die leibliche Mutter von acht der dreizehn Kinder. Sie war u. a. als Tänzerin aktiv.

### Daniel „Danny“ Kelly jr.
Danny Kelly (* 2. Juli 1958 in Chur, Schweiz; † 12. November 2017) war wegen einer geistigen Behinderung nie aktives Bandmitglied, reiste jedoch bis Anfang der 1980er Jahre mit der Familie mit und lebte danach bis zu seinem Tod in den USA.

### Caroline Kelly
Caroline Kelly (* 20. Juli 1959 in Leominster, Massachusetts), war in den Anfängen von 1974 bis 1982 dabei und spielte Akkordeon und Gitarre.  Sie arbeitete in den USA als Krankenschwester und lebt im Ruhestand in Littleton, Massachusetts.

### Kathleen Anne „Kathy“ Kelly
Kathy (* 6. März 1961 in Leominster, Massachusetts) spielt in der Band Violine, Akkordeon, Gitarre und Keyboard und war Produzentin sowie musikalische Leiterin der Familie. Seit 1999 hat sie mehrere Soloalben veröffentlicht und tritt auch im Rahmen von Hilfsprojekten auf.

### Patricia Kelly
Patricia Kelly (* 28. Oktober 1962 in Watertown, Massachusetts † 22. Mai 1964 in Harrisville, New Hampshire) ertrank im Alter von einem Jahr.

### Paul Kelly
Paul (* 16. März 1964 in Leominster, Massachusetts) war in den Anfängen Mitglied der Kelly Family und spielte Violine und Saxophon. Mitte der 1980er Jahre begann er in Paris eine Ausbildung zum Koch und verließ die Band. Seit Oktober 2005 ist er wieder mit seinen Geschwistern auf Tournee. Er spielt die Drehleier und die Penny Whistle.

### John Kelly
John Michael (* 8. März 1967 in Talavera de la Reina, Spanien) spielte in der Band Schlagzeug und Gitarre. Darüber hinaus war er für den Bühnenauf- und -abbau, den Soundcheck, die Beleuchtung und die Videoclips der Familie verantwortlich.

### Maria Patricia Kelly
Patricia (* 22. November 1969 in Gamonal, Spanien) spielt in der Band Bombo, Gitarre, Percussion, Harfe und Keyboard. Ab 1992 übernahm sie weltweit alle geschäftlichen Verhandlungen und fungierte als Ansprechpartnerin für Presse und Medien.

### Victor James Kelly
Jimmy (* 18. Februar 1971 in Gamonal) spielte in der Band Schlagzeug, Bass, Gitarre und Akkordeon. Zudem führte er bei mehreren Videoclips der Familie Regie.

### Joseph „Joey“ Kelly
Joey (* 20. Dezember 1972 in Gamonal) spielt in der Band E-Gitarre, Akustikgitarre und Schlaginstrumente und war im Familienunternehmen für die Geschäftsführung sowie für die Tourneeorganisation zuständig.

### Barby Kelly
Barbara Ann (* 28. April 1975 in Gamonal; † 15. April 2021 in Nordrhein-Westfalen) spielte in der Band Percussion, Akkordeon und Gitarre. Im Jahr 2000 zog sie sich aus dem Bühnengeschäft zurück. Zwar wirkte sie 2002 noch auf dem Album La Patata mit, trat aber nicht mehr live auf. Auf dem Album We Got Love (2017) ist sie bei Baby Smile als Special Guest aufgeführt, außerdem hört man sie auf Stand by Me und auf dem Album 25 Years Later (2019) sang sie ihren Hit Break Free, wofür Kathy sie für die Aufnahmen der drei genannten Songs zuhause besuchte. Am 20. April 2021 gab die Familie bekannt, dass Barby Kelly nach kurzer Krankheit 5 Tage zuvor verstorben sei.

### Michael Patrick „Paddy“ Kelly
Michael Patrick (* 5. Dezember 1977 in Dublin, Irland) war ab 1996 musikalischer Leiter der Kelly Family und spielte in der Band Gitarre, Keyboards, Bass, Schlagzeug, Klavier und Akkordeon. Seit 2011 ist er ebenfalls als Solokünstler aktiv. Er ist außerdem auch in 4 Staffeln der Fernsehshow Sing meinen Song – Das Tauschkonzert vertreten.

### Maite Kelly
Maite (* 4. Dezember 1979 in Berlin) spielte in der Band unter anderem Bass. Seit 2007 ist sie als Solokünstlerin und seit 2013 als Schlagersängerin tätig.

### Angelo Kelly
Angelo (* 23. Dezember 1981 in Pamplona, Spanien) spielte in der Band Schlagzeug und Gitarre. Er war ab seinem 14. Lebensjahr Meisterschüler bei Billy Cobham. Ab November 2015 trat er als Angelo Kelly & Family wieder auf. Im Mai 2020 gab er bekannt, dass er die Band verlassen hat.

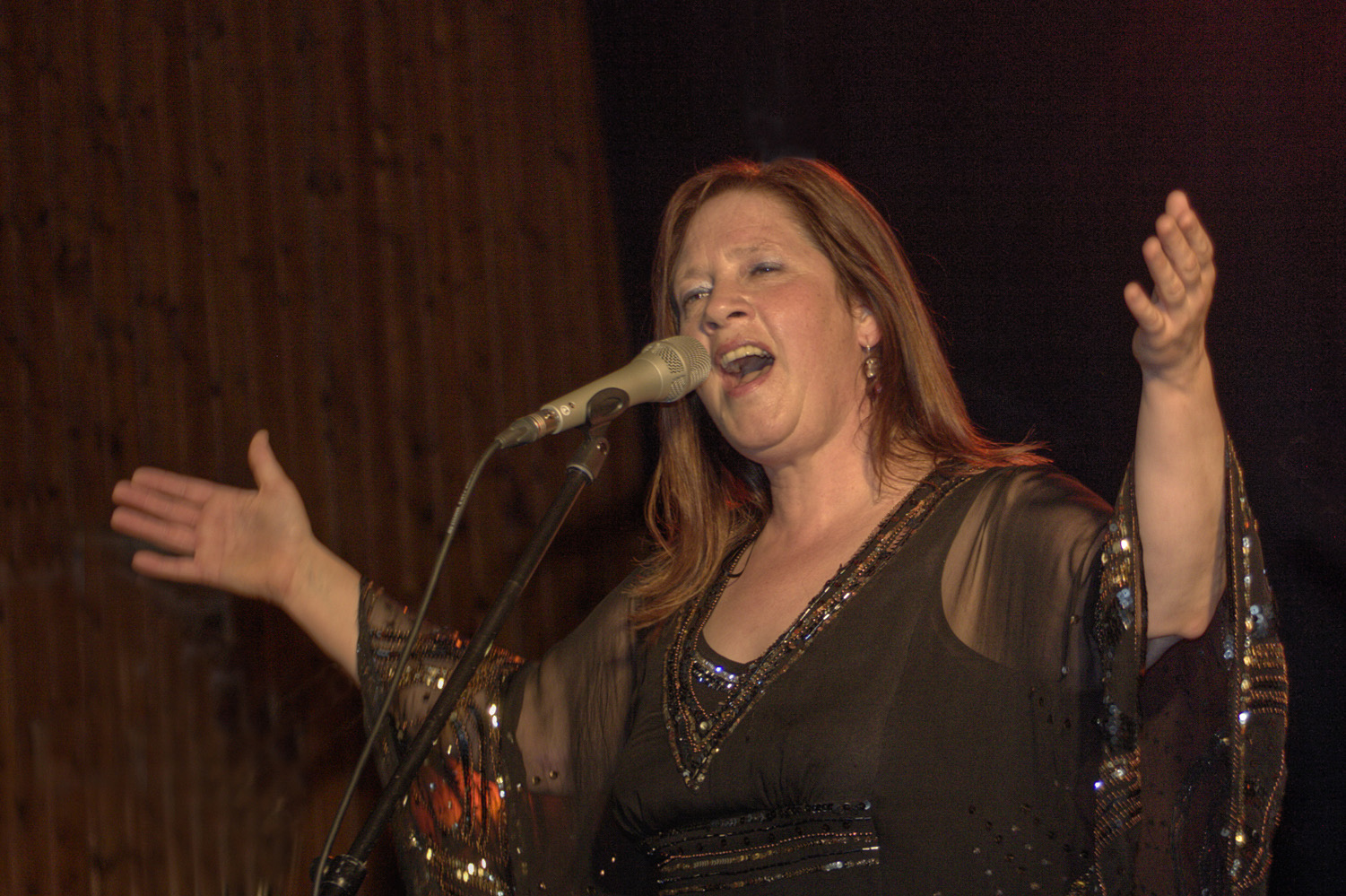
Kathy Kelly (2010)
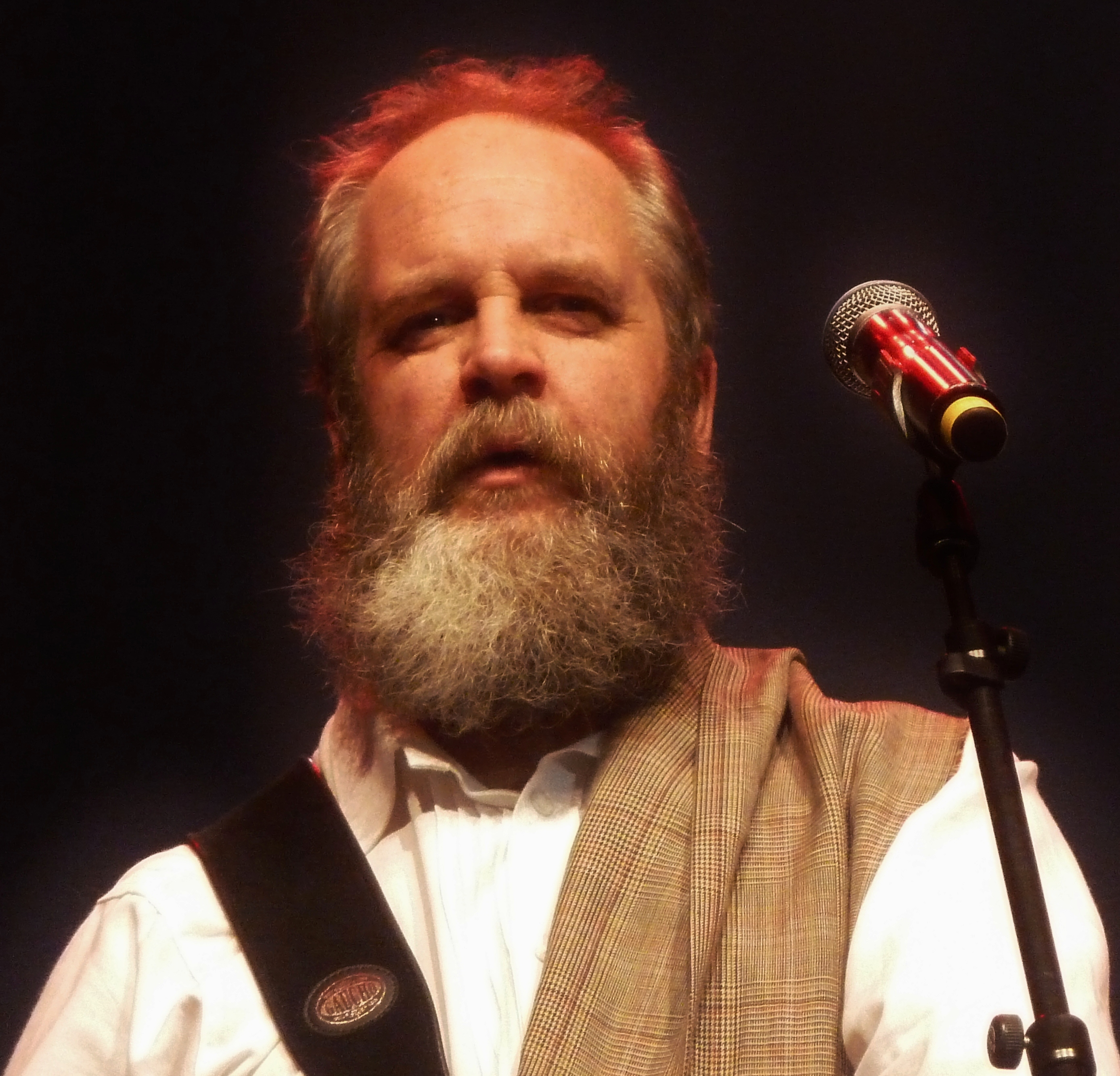
Paul Kelly (2012)
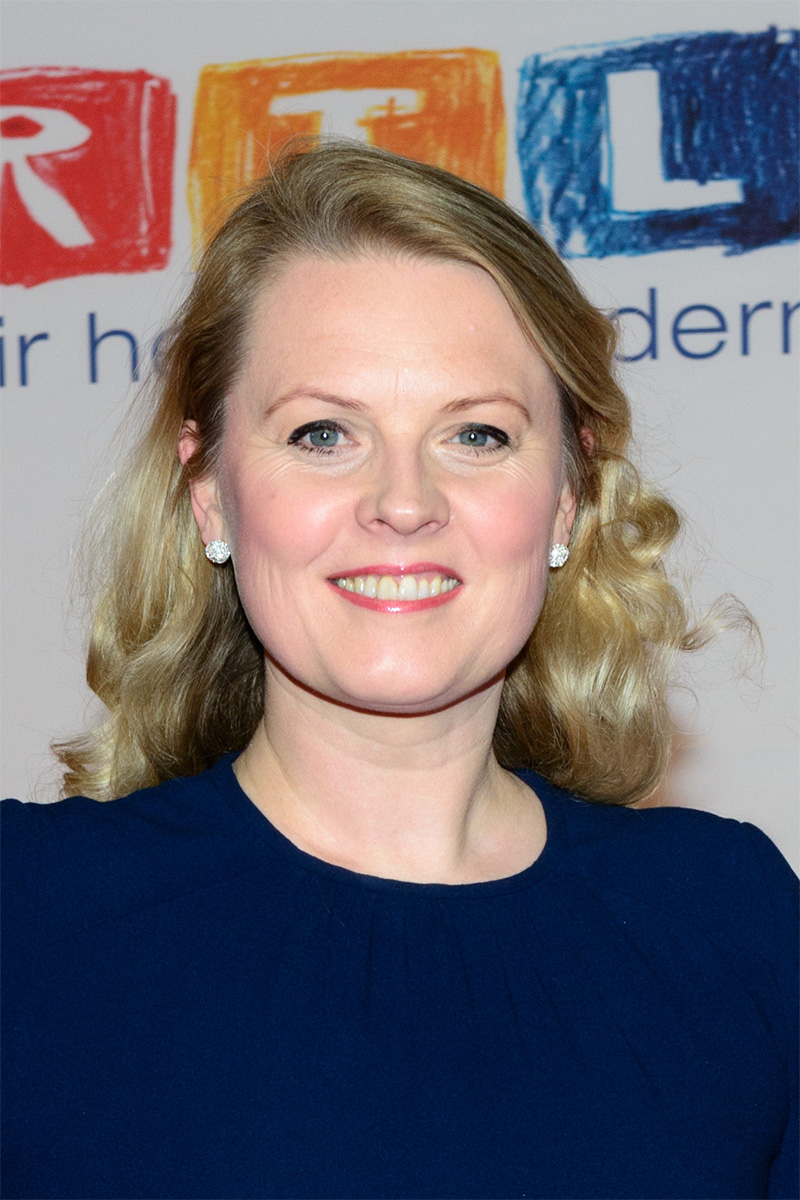
Patricia Kelly (2014)
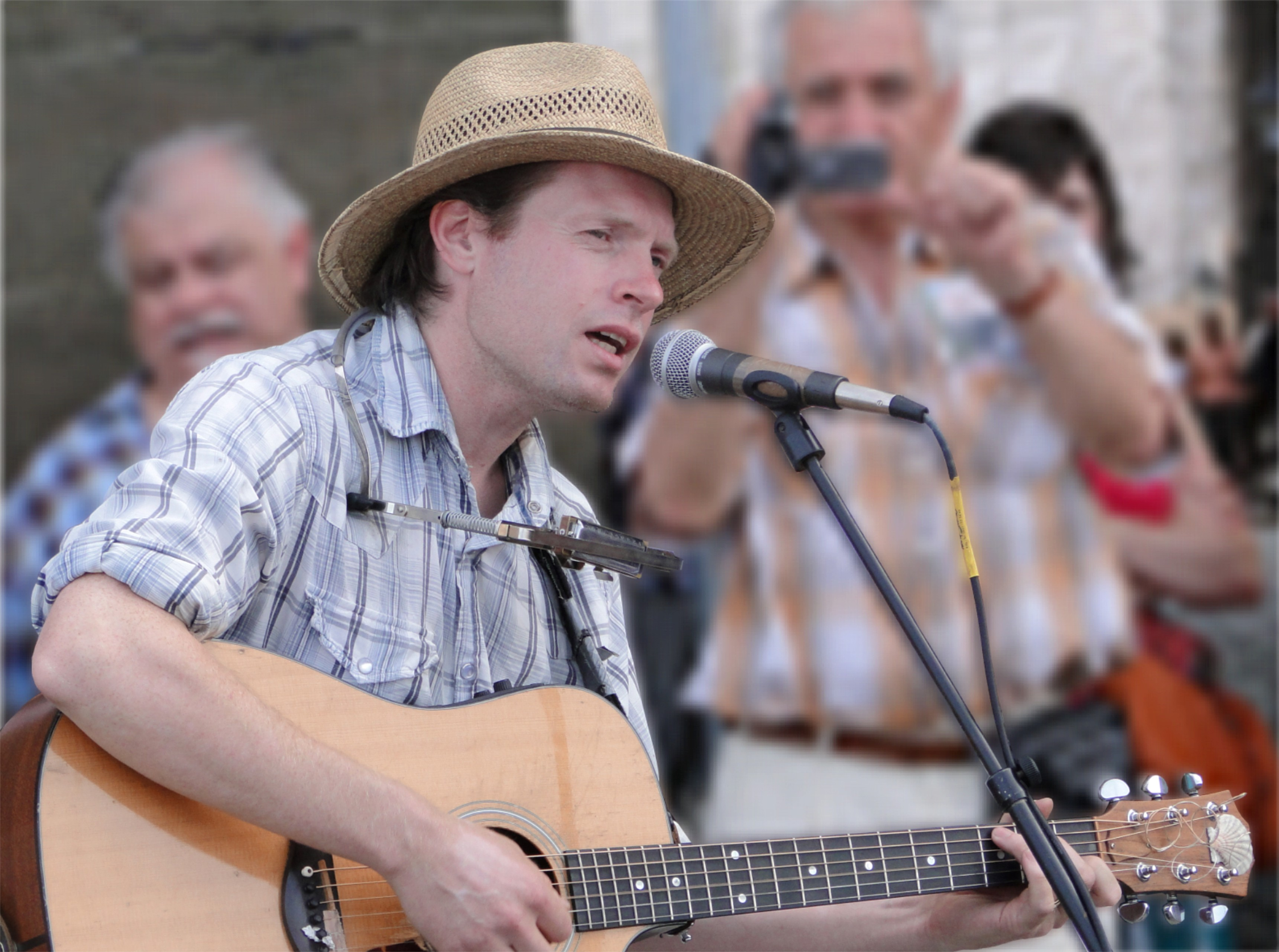
Jimmy Kelly (2009)
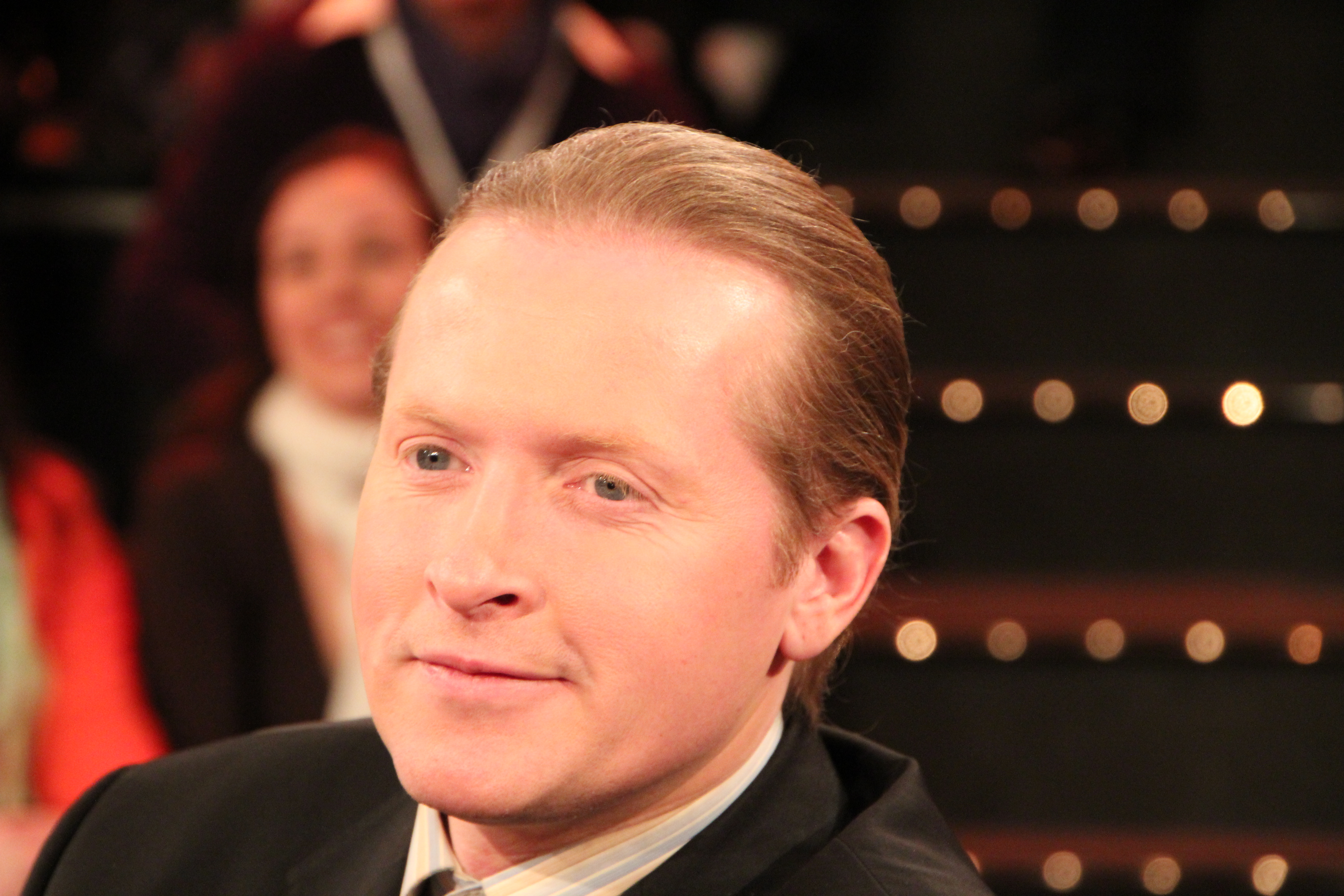
Joey Kelly (2011)
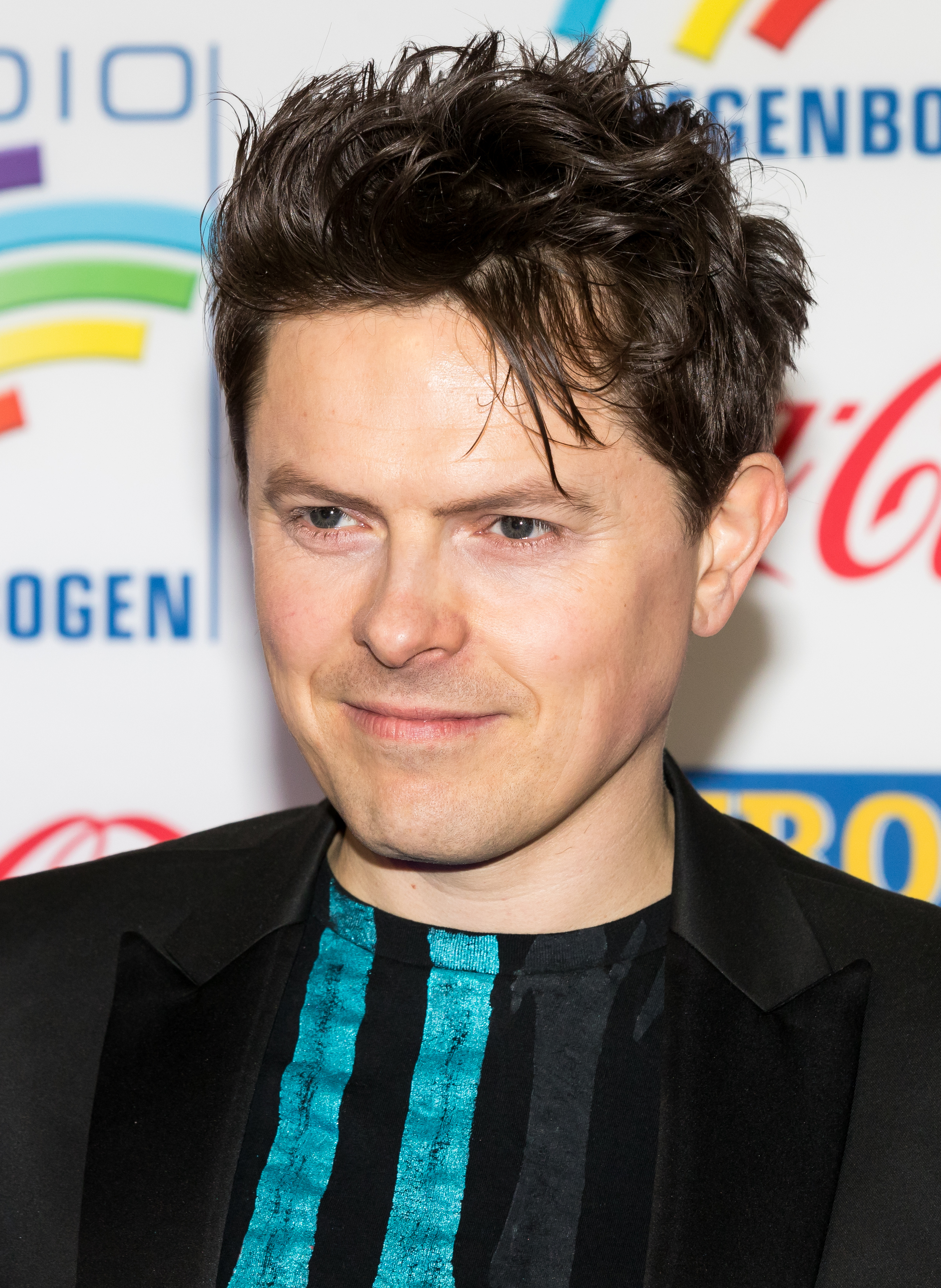
Michael Patrick Kelly (2018)
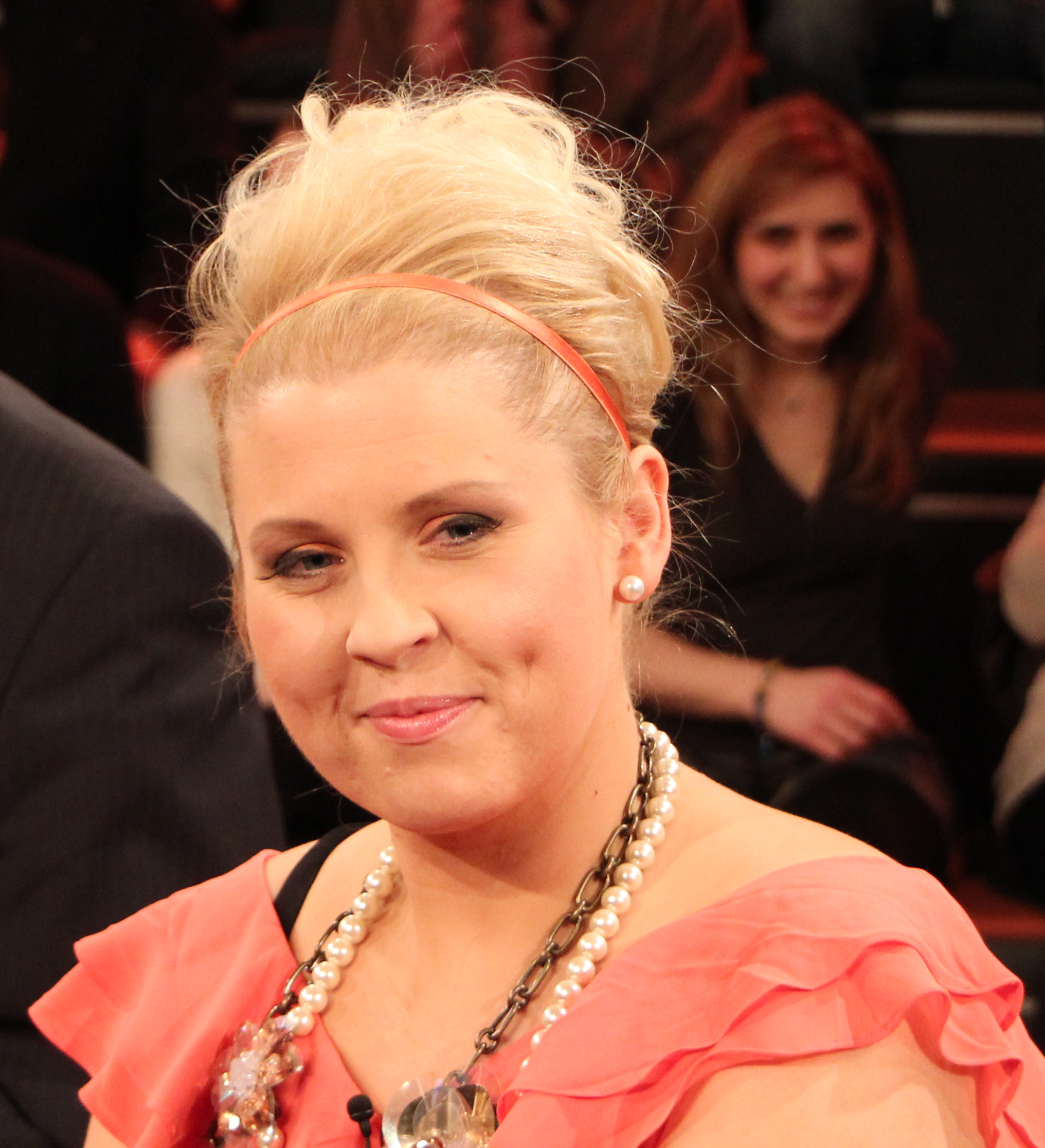
Maite Kelly (2011)
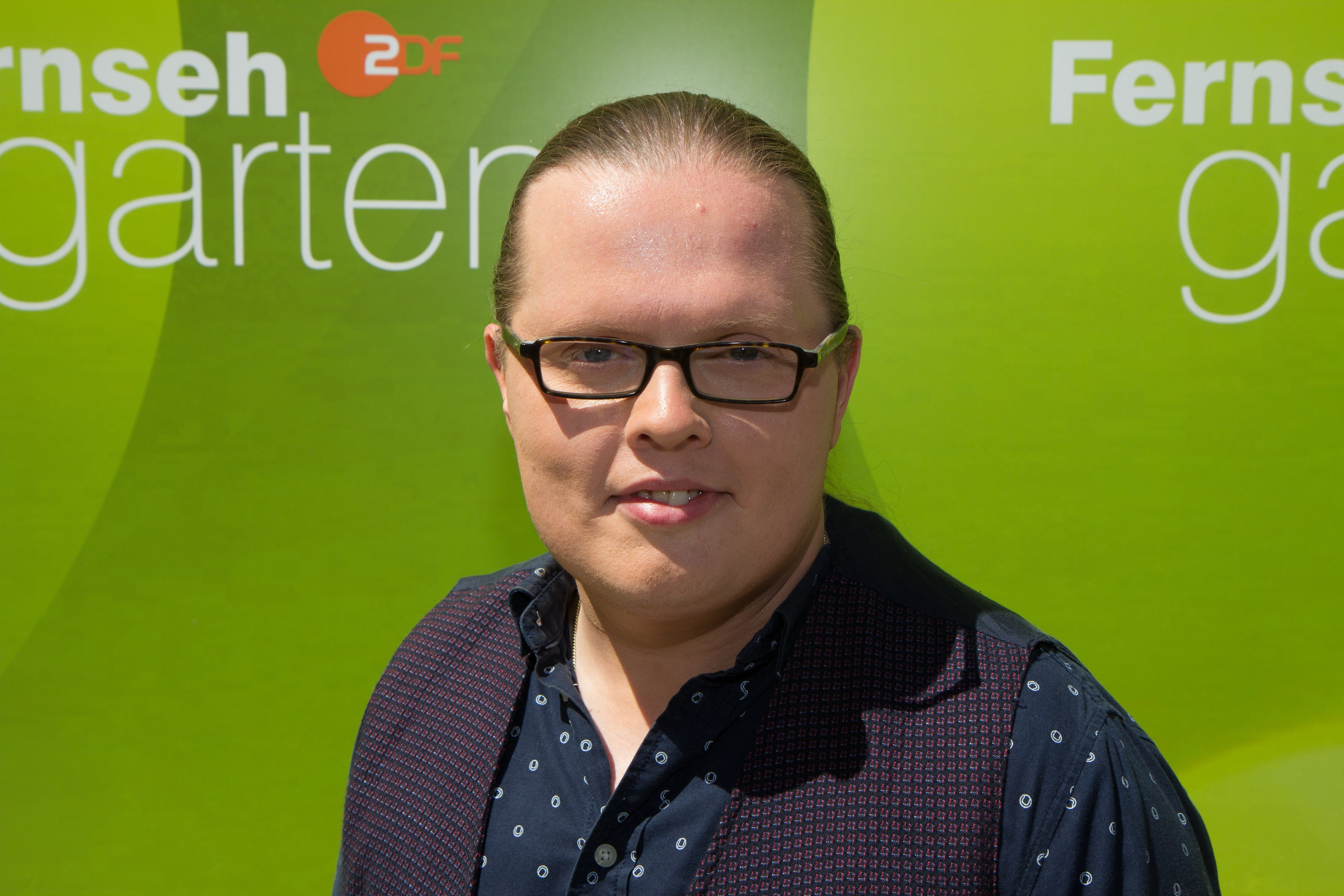
Angelo Kelly (2018)

## Diskografie
Studioalben

| Jahr | Titel                                             | Höchstplatzierung, Gesamtwochen, AuszeichnungChartplatzierungen (Jahr, Titel, Platzierungen, Wochen, Auszeichnungen, Anmerkungen) | Höchstplatzierung, Gesamtwochen, AuszeichnungChartplatzierungen (Jahr, Titel, Platzierungen, Wochen, Auszeichnungen, Anmerkungen) | Höchstplatzierung, Gesamtwochen, AuszeichnungChartplatzierungen (Jahr, Titel, Platzierungen, Wochen, Auszeichnungen, Anmerkungen) | Höchstplatzierung, Gesamtwochen, AuszeichnungChartplatzierungen (Jahr, Titel, Platzierungen, Wochen, Auszeichnungen, Anmerkungen) | Anmerkungen                                                   |
| Jahr | Titel                                             | DE | AT | CH | UK | Anmerkungen                                                   |
| ---- | ------------------------------------------------- | --- | --- | --- | --- | ------------------------------------------------------------- |
| 1977 | Tours Europe                                      | — | — | — | — | Erstveröffentlichung: 1977                                    |
| 1979 | The Kelly Family                                  | — | — | — | — | Erstveröffentlichung: 1979                                    |
| 1979 | Lieder der Welt Engl. Ausgabe: Songs of the World | DE— GoldDE | — | — | — | Erstveröffentlichung: 1979 Verkäufe: + 407.500                |
| 1980 | Ein Vogel kann im Käfig nicht fliegen             | — | — | — | — | Erstveröffentlichung: 1980                                    |
| 1981 | Wonderful World                                   | — | — | — | — | Erstveröffentlichung: 1981                                    |
| 1984 | Une famille c’est une chanson                     | — | — | — | — | Erstveröffentlichung: 1984                                    |
| 1989 | Keep on Singing                                   | — | — | — | — | Erstveröffentlichung: 1989                                    |
| 1990 | New World                                         | — | — | — | — | Erstveröffentlichung: 1. September 1990                       |
| 1991 | Honest Workers                                    | — | — | — | — | Erstveröffentlichung: 1991                                    |
| 1993 | Wow                                               | DE38 a (1 Wo.)DE | — | — | — | Erstveröffentlichung: 1993                                    |
| 1994 | Over the Hump                                     | DE1 ×9Neunfachgold · (114 Wo.)DE                                                                                                  | AT1 ×2Doppelplatin · (66 Wo.)AT                                                                                                   | CH1 ×2Doppelplatin · (70 Wo.)CH                                                                                                   | — | Erstveröffentlichung: 5. September 1994 Verkäufe: + 5.000.000 |
| 1996 | Almost Heaven                                     | DE1 ×2Doppelplatin · (43 Wo.)DE                                                                                                   | AT1 ×2Doppelplatin · (16 Wo.)AT                                                                                                   | CH1 ×2Doppelplatin · (24 Wo.)CH                                                                                                   | — | Erstveröffentlichung: 27. Oktober 1996 Verkäufe: + 1.650.000  |
| 1997 | Growin’ Up                                        | DE1 (20 Wo.)DE | AT5 Gold · (16 Wo.)AT | CH3 Platin · (19 Wo.)CH | — | Erstveröffentlichung: 2. November 1997 Verkäufe: + 150.000    |
| 1998 | From Their Hearts                                 | DE3 (10 Wo.)DE | AT14 (6 Wo.)AT | CH12 (8 Wo.)CH | — | Erstveröffentlichung: 1. November 1998                        |
| 2002 | La Patata                                         | DE3 (6 Wo.)DE | AT35 (3 Wo.)AT | CH63 (4 Wo.)CH | — | Erstveröffentlichung: 7. April 2002                           |
| 2004 | Homerun                                           | DE9 (5 Wo.)DE | AT52 (1 Wo.)AT | — | — | Erstveröffentlichung: 6. Juni 2004                            |
| 2017 | We Got Love                                       | DE1 ×5Fünffachgold · (91 Wo.)DE                                                                                                   | AT1 Gold · (48 Wo.)AT | CH3 Gold · (58 Wo.)CH | — | Erstveröffentlichung: 24. März 2017 Verkäufe: + 517.500       |
| 2019 | 25 Years Later                                    | DE1 Gold · (36 Wo.)DE | AT1 (15 Wo.)AT | CH2 (26 Wo.)CH | — | Erstveröffentlichung: 25. Oktober 2019 Verkäufe: + 100.000    |

grau schraffiert: keine Chartdaten aus diesem Jahr verfügbar

## Auszeichnungen
| Bambi - 1995: in der Kategorie „Pop“ Bravo Otto - 1995: „Gold“ in der Kategorie „Band Pop“ - 1996: „Silber“ in der Kategorie „Band Pop“ - 1997: „Silber“ in der Kategorie „Band Pop“ - 1998: „Silber“ in der Kategorie „Band Pop“ - 1999: „Gold“ in der Kategorie „Superband“ - 2000: „Silber“ in der Kategorie „Superband Pop“ Comet - 1995: in der Kategorie „Kellogg’s-Video des Jahres“ - 1995: in der Kategorie „Durchstarter des Jahres“ ECHO Pop - 1996: in der Kategorie „Gruppe des Jahres International“ | Die Eins der Besten - 2018: in der Kategorie „Band des Jahres“ - 2018: in der Kategorie „Comeback des Jahres“ - 2019: in der Kategorie „Platin eins der Besten“ (We Got Love) Goldene Europa - 1995: in der Kategorie „Gruppe des Jahres international“ - 1997: in der Kategorie „Sonderpreis von SR 1 Europawelle“ Goldene Henne - 2017: in der Kategorie „Musik“ Goldene Kamera - 1998: in der Kategorie „Bestes Album“ (Growin’ Up) Löwe von Radio Luxemburg - 1995: „Gold“ in der Kategorie „Musik“ RSH-Gold - 1995: in der Kategorie „Deutschproduktion Gruppe“ |